# Lilith

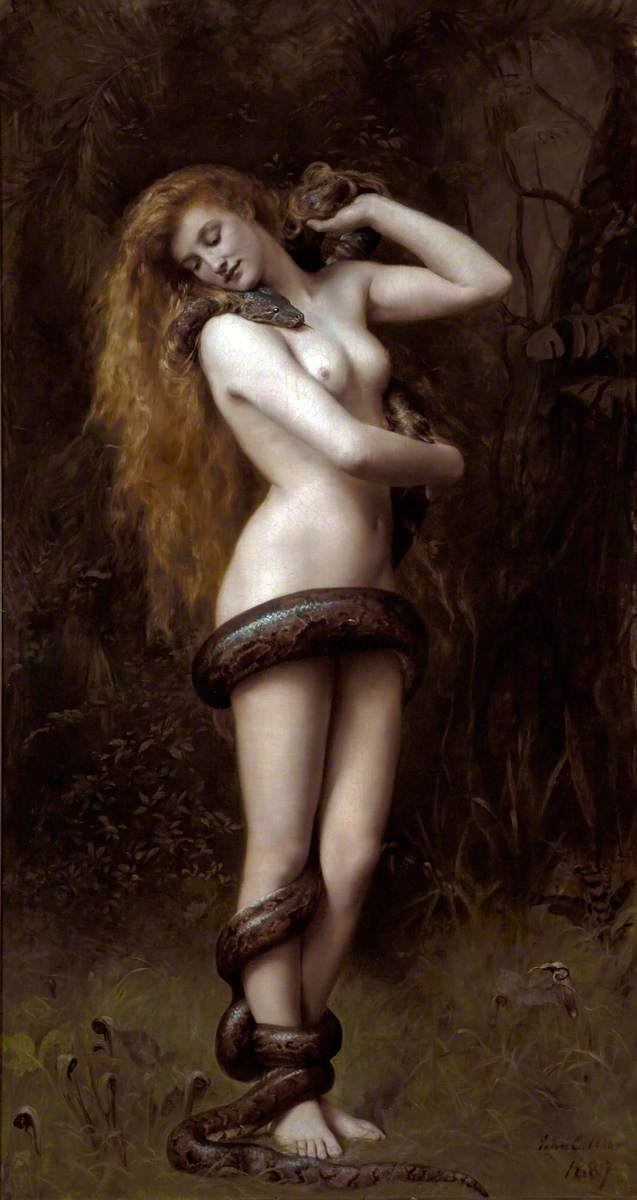
Lilith di John Collier (1887) Atkinson Art Gallery

Lilith o Lilit è una figura presente nelle antiche religioni mesopotamiche già dal III millennio a.C. e successivamente acquisita dalla tarda spiritualità ebraica, che potrebbe averla appresa dai babilonesi, assieme ad altri culti e miti, durante l'esilio babilonese.
Nella religione mesopotamica Lilith è il demone femminile associato alla tempesta, ritenuto portatore di disgrazia, malattia e morte. La figura di Lilith appare inizialmente in un insieme di demoni e spiriti legati al vento e alla tempesta, come è il caso nella religiosità sumerica di Lilitu, circa nel 3000 a.C..
Dal VI secolo d.C. in poi il demone Lilith è citato nella letteratura rabbinica e su coppe magiche ebraiche. Nell'immaginario popolare ebraico è temuta come demone notturno capace di portare danno ai bambini di sesso maschile e caratterizzata dagli aspetti della femminilità considerati negativi: adulterio, stregoneria e lussuria.
Nel folklore ebraico del Medioevo Lilith diventa la prima compagna di Adamo, creata assieme a lui prima di Eva. La creazione di Eva, è raccontata in dettaglio nel secondo capitolo della Genesi, ma già nel primo si afferma che Dio creò l'umanità "maschio e femmina" e ciò ha lasciato spazio ai cabalisti medievali per elaborare il racconto di una prima moglie di Adamo e darle caratteri anche demoniaci. Lilith sarebbe stata in perenne contrasto col marito, perché rifiutava di obbedirgli e infine sarebbe scappata dal Paradiso terrestre e avrebbe preferito vivere con i demoni piuttosto che tornare con Adamo.. La prima fonte di questa nuova figura è un racconto di carattere satirico inserito nell'Alfabeto di Ben Sira, un'opera che alcuni studiosi datano nell'VIII secolo d.C., ma spesso è considerata del X.
La figura di Lilith ha un ulteriore sviluppo nel XIX e XX secolo. Alla fine dell'Ottocento, in parallelo alla crescente emancipazione femminile nel mondo occidentale, la figura di Lilith diventa il simbolo del femminile che non si assoggetta al maschile. Lilith, poi, viene associata al concetto della Grande Madre.
Il suo corrispettivo astrologico è un presunto satellite della Terra, ritenuto compagno della Luna, in seguito identificato con la Luna Nera, che corrisponde al secondo fuoco dell'orbita lunare, essendo l'altro occupato dalla Terra, oppure secondo altri all'apogeo della suddetta orbita, cioè il punto di questa più lontano dalla Terra.

## Connotazione storico-linguistica mesopotamica
L'accadico Lil-itu ("signora dell'aria") potrebbe riferirsi alla divinità femminile sumerica Ninlil (del pari "signora dell'aria"), dea del vento meridionale e moglie di Enlil. La storia di Adapa narra come Adapa avesse infranto le ali del vento del sud, azione per la quale egli temette di essere punito con la morte. Nell'antico Iraq il vento del sud è associato all'aggressione portata dalle tempeste di polvere meridionali e in generale con le malattie. Il corrispondente maschile accadico līlû non mostra suffissi desinenziali ed è simile al sumerico (kiskil-) lilla.

## Origini mesopotamiche
Vi sono almeno tre tradizioni precedenti a cui la figura della Lilith ebraica può richiamarsi: una legata ad un demone di desolazione e di appassimento associata al vento e da cui anche il nome "lilith", una legata ad un demone di distruzione e morte, e infine la più nobile in origine Ishtar od Astarte, Dea Madre del culto della femminilità, che gli ebrei stessi adorarono all'inizio della loro storia, come è testimoniato nella Bibbia.

### Mitologia sumero-accadica
Lilith venne identificata con ki-sikil-lil-la4, che appare nella storia "l'albero huluppu" i cui protagonisti sono Inanna e Gilgameš.
Inanna trova un albero huluppu sulle sponde dell'Eufrate che è sradicato dall'erosione dell'acqua, lo prende con sé per piantarlo nel suo giardino con l'intenzione di utilizzarne la legna per fare il proprio trono ed il proprio letto. Ma dopo dieci anni, quando l'albero è cresciuto, non può essere utilizzato.
(da "l'albero huluppu")
Inanna, la giovane dea che ama sorridere, a questo punto piange a dirotto ma non risolve la situazione. Chiama in aiuto il fratello Utu che però non l'aiuterà così si rivolge a Gilgameš, eroe nascente, che dotato di una forza prodigiosa colpisce il serpente tra le radici, l'uccello Anzû fugge quindi con i suoi piccoli verso le montagne e così Lilith, verso i luoghi selvatici.
L'identificazione di ki-sikil-lil-la4 con Lilith è stata però contestata. Il termine sumero può essere tradotto come "vergine dell'aria" o "luogo puro dell'aria", o "luogo puro dello spirito" e non pare collegato con l'accadico lilu. Inoltre i segni cuneiformi con cui il termine accadico e quello sumerico sono scritti sono diversi.

### Rilievo Burney

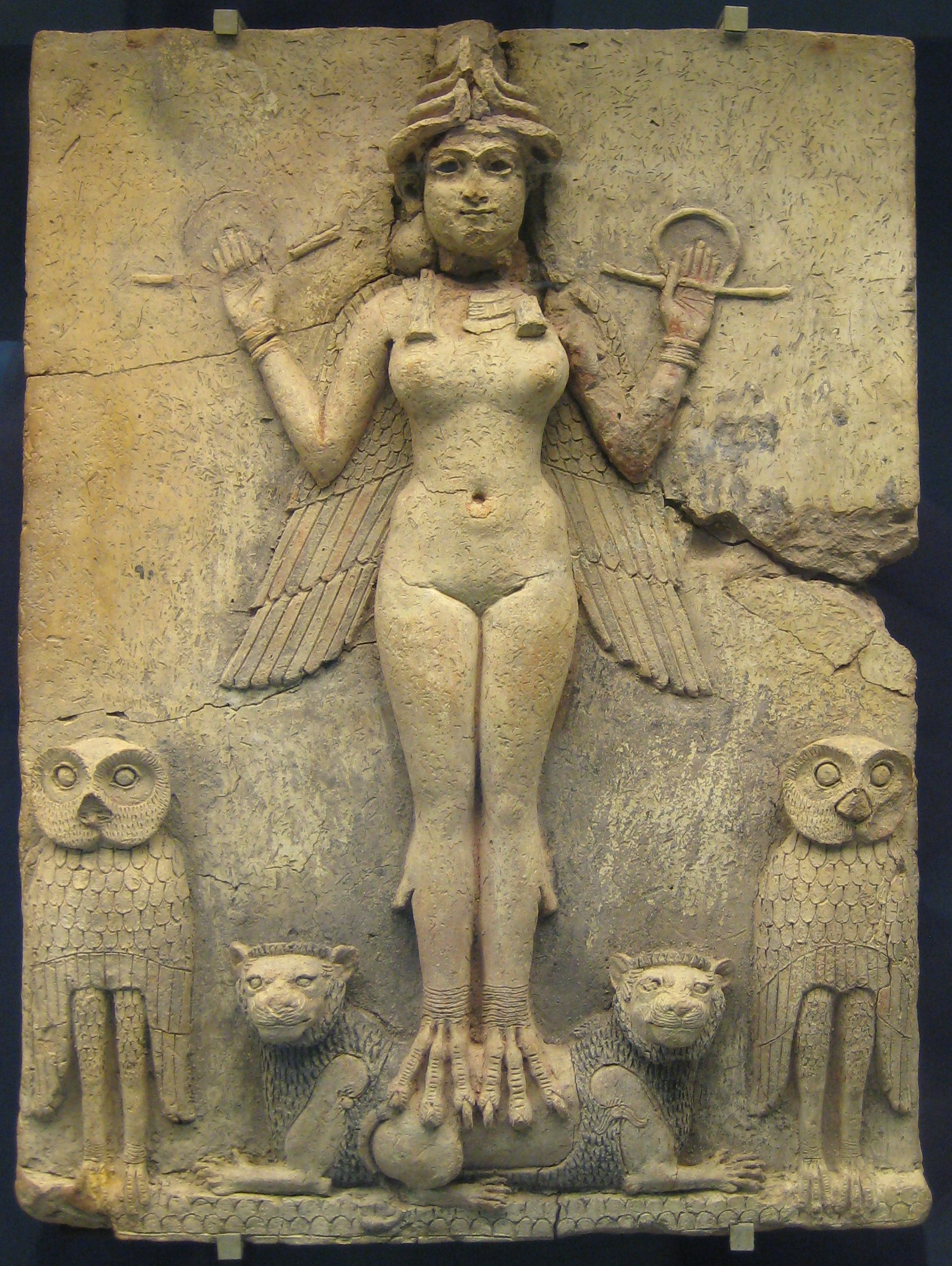
Rilievo Burney (British Museum, Londra) - Negli anni '30 del diciannovesimo secolo alcuni studiosi avevano identificato il soggetto rappresentato nel rilievo con Lilith, ma successivamente questa ipotesi è stata messa in dubbio e l'identificazione è ancora controversa.

Il passaggio di Gilgameš citato sopra è stato anche utilizzato per associare Lilith al Rilievo Burney, una terracotta paleobabilonese che raffigura una divinità nuda dotata di ali, con artigli al posto dei piedi e affiancata da due gufi. Il rilievo venne acquistato dal British Museum di Londra e un rilievo simile e circa dello stesso periodo è conservato al Louvre di Parigi. Secondo molti studiosi, però, il rilievo rappresenterebbe la dea sumera Ereškigal o Inanna, o sarebbe un falso.

### Mitologia babilonese
Nella mitologia babilonese si delineano tre classi di spiriti maligni:
- Diavoli - hanno la stessa natura degli dei e producono tempeste e malattie.
- Fantasmi - anime di defunti che vagano sulla terra senza trovare pace.
- Demoni - esseri per metà umani e per metà divini.

Lilu, Lilitu e Ardat Lili formano una terna di demoni, la mitologia mesopotamica è spesso formata da terne divine, Lilu è il demone maschile, Lilitu quello femminile e Ardat Lili la giovane figlia. Di Lilitu il Thompson dice che è il demonio che l'uomo crea sul letto durante il sonno.
L'amuleto ("Lilith Prophylactic") ritrovato ad Arslan Tash (Museo Nazionale di Aleppo), datato al VII secolo a.C. indica una creatura simile a una sfinge e una donna lupo nell'atto di divorare un bambino, con un'iscrizione fonetica indicante la sfinge come Lili.
L'associazione di Lilith con un gufo o una civetta si spiega con il fatto che i due uccelli sono rapaci che si nutrono di uccellini indifesi.

### Le altre componenti del mito
La Lilith ebraica non deriva da un unico corrispondente: altre figure concorrono a formarne il simbolo. Lamassu è il demone mezzo donna e mezzo vacca, a volte contrapposta al Lamaštu, il famoso bue alato con volto umano barbuto dell'iconografia assira. La Lamassu diventa la Lamia greca. La sua sola presenza significava distruzione e l'immagine veniva utilizzata come simbolo apotropaico, per incutere terrore e a protezione delle città e degli edifici. Ma la caratteristica di irresistibilità del fascino femminile viene da Ishtar (sumera Inanna) conosciuta agli ebrei attraverso la Astarte siriana (altrove Astariel o Astaroth) per la quale si praticava la cosiddetta prostituzione sacra. Così come la cananea Asheráh, venerata in un primo tempo come dea dagli stessi ebrei. È in questo passaggio, nel divieto imposto dell'adorazione di una divinità femminile, che possiamo leggere la componente di femminilità ribelle in Lilith, dove l'immaginario di bellezza, fecondità e femminilità confluiscono a ravvivare una figura fino allora solo simbolo di morte e devastazione.

## Nell'ebraismo

### Etimologia
L'accadico Līlītu e l'ebraico לילית (lilith) sono aggettivi femminili che derivano dalla radice linguistica proto-semitica <L-Y-L> "notte" con l'aggiunta della nisba t a significare "della notte", "notturna". Traducono letteralmente un "essere femminile della notte/demone", anche se le iscrizioni cuneiformi in cui compaiono i termini Līlīt e Līlītu (come pure in Ebraico) si riferirono in seguito agli spiriti aerei che apportano malattie. La stessa radice, che non esige letteralmente uniformità di concetti, in ebraico e nell'arabo Layla/Leyla, Lela o Lel significa "sera, notte".

### Nella Bibbia ebraica
Il nome Lilith compare una sola volta nella Bibbia, in un elenco di animali notturni che il Libro di Isaia (34:14) introduce descrivendo la desolazione di Edom.
Ebraico (ISO 259): pagšu ṣiyyim et-ʾiyyim w-saʿir ʿal-rēʿhu yiqra ʾakšam hirgiʿah lilit u-maṣʾah lah manoḫ
L'edizione della CEI del 1974 traduce "lilit" con "civette":
(Isaia 34:14)
e poi continua:
(Isaia 34:15)
Questo sembra ricalcare i passi del racconto dell'albero huluppu (Lilith). Il libro di Isaia è datato al VII secolo a.C., e la presenza di ebrei a Babilonia coinciderebbe con i già attestati riferimenti al Līlītu nella demonologia babilonese. Schrader (Jahrbuch für Protestantische Theologie, 1. 128) e Levy (ZDMG 9. 470, 484) ipotizzano che Lilith fosse una divinità della notte, nota anche agli esuli ebrei in Babilonia.
Blair dimostra che tutte le otto creature, che sono menzionate, sono animali naturali.
Si tenga presente che la posizione dei testi biblici a proposito delle divinità pagane è sempre molto negativa. Nel brano vengono accomunati cinque animali o esseri (gatto, civetta, serpente, iena, satiro) di cui almeno tre, il gatto, la civetta e il serpente, erano ampiamente venerati nelle precedenti religioni pagane e non possedevano a quel tempo alcuna connotazione negativa.

### Manoscritti di Qumran
Nei manoscritti non biblici di Qumran sono presenti passi che hanno molte similitudini con le proprietà attribuite a Lilith. Un riferimento è nella "Canzone per un sapiente"(4Q510-511), e un'allusione trovata da A. Baumgarten nel "La seduttrice" (4Q184).
Il primo riferimento a Lilith nella Canzone appare al 4Q510, frammento 1:
Collegato al Libro di Isaia:
Questo testo liturgico tenta di prendere le distanze dalla presenza di entità soprannaturali malefiche e allo stesso tempo dimostra familiarità con Lilith. Diversamente dal testo biblico, questo passaggio non ha funzioni socio-politiche in nessun programma. Serve da Esorcismo (4Q560) e Canzone dei Demoni Dispersi (11Q11), a tal punto da essere compresa in alcuni incantesimi. Comparabile al rilievo dell'Arslan Tash, usato per "aiuto nella protezione dei fedeli contro il potere degli spiriti." Il testo è così, per una comunità "profondamente coinvolto nel regno della demonologia", un inno esorcistico.
Un altro testo scoperto a Qumran, di solito associato al Libro dei Proverbi, si appropria del mito di Lilith nella sua descrizione di una donna pericolosa e attraente- la Seduttrice (4Q184). L'antico poema, risalente al I secolo ma plausibilmente molto più vecchio, descrive una donna infida e avverte continuamente il lettore dei pericoli di un incontro con lei. Di solito la donna descritta nel testo è eguagliata a una "strana donna" dei Proverbi 2 e 5, e per una buona ragione; il parallelo è immediatamente riconoscibile:
Ed il seguirla porta alle ombre.

Tutti coloro che la seguono non possono tornare

E trovare ancora le vie della vita.»
(Proverbi 2:18-19)
e dall'entrata della casa

se ne va verso Sheol.

Nessun che entri tornerà mai,

e coloro che la possiedono scenderanno l'Abisso.»
(4Q184)
Tuttavia, ciò che quest'associazione non considera sono le ulteriori descrizioni della "Seduttrice" del Qumran che non possono essere associate alla "strana donna" dei Proverbi; ad esempio, le corna e le ali: "una moltitudine di peccati è nelle sue ali". La donna illustrata nei Proverbi è probabilmente una prostituta, o almeno una sua rappresentazione, e una di quelle con le quali la comunità del testo aveva familiarità. La "Seduttrice" del testo del Qumran, diversamente, non può aver rappresentato una minaccia sociale esistente date le caratteristiche ascetiche della comunità in questione.
Diversamente, il testo del Qumran utilizza l'immagine dei Proverbi per presentare una minaccia più ampia e soprannaturale, la minaccia del demone Lilith.

### Nella letteratura post-biblica
Il racconto biblico della creazione del genere umano sottolinea la parità e la consustanzialità dell'uomo e della donna. Nel primo capitolo della Genesi, infatti, si afferma sinteticamente, ma significativamente:
(Genesi, 1:27)
Nel secondo capitolo, poi, si riprende con parole diverse la creazione dell'uomo con polvere del suolo (Genesi 2:7) e poi si racconta che la donna venne creata con metà del corpo dell'uomo ed è perciò "carne della sua carne e osso delle sue ossa". Si noti che la Bibbia non afferma che Eva sia creata da una costola, come spiegano popolarmente i traduttori. Il racconto biblico, quindi, deve piuttosto essere correlato al racconto platonico dell'Androgino e corrisponde esattamente all'uso moderno di chiamare il/la proprio/a compagno/a "la propria metà". Questa interpretazione ebbe numerosi cultori nell'antichità da Filone di Alessandria a Origene e Gregorio di Nissa.
Per spiegare cosa sarebbe successo se Dio non avesse proceduto in questo modo, ma avesse creato anche la donna direttamente con l'argilla del suolo simultaneamente ad Adamo, i commentatori medievali della Torah ipotizzarono che effettivamente Adamo avesse avuto una compagna creata in questo modo e perciò di fatto totalmente estranea a lui. I rapporti fra loro, raccontati con vena satirica sin nell'anonimo Alfabeto di Ben Sira (VIII-X secolo), furono subito molto tesi. Quando Adamo vide Lilith non gli piacque e cominciarono a litigare su ogni cosa compreso quale dei due doveva giacere sopra l'altro. Lilith, infine, scappò dall'Eden e preferì vivere assieme ai demoni nei pressi del Mar Rosso. Questo finale della novella medievale spiega perché alla ipotetica prima compagna di Adamo venne affibbiato il nome di un antichissimo demone mesopotamico, la cui memoria era stata tramandata dal Talmud Babilonese.

#### Nel Talmud
Sebbene i riferimenti talmudici a Lilith siano sporadici, tali passaggi forniscono la miglior immagine del demone trovata finora nella letteratura giudaica, che fa riferimento alle origini mesopotamiche di Lilith e prefigura il suo futuro come enigma esegetico della Genesi. Le allusioni Talmudiche dipingono Lilith come dotata di "ali" e lunghi capelli, come nella prima citazione in Gilgameš:
(Niddah 24b)
(‘Erubin 100b)
Nel Talmud, poi, Lilith viene associata causalmente alle polluzioni maschili notturne, che secondo i rabbini generavano demoni:
(Shabbath 151b)
Questa citazione [di R. Jeremiah] fu fatta in riferimento al seme che Adamo emise accidentalmente.»
(‘Erubin 18b)

#### Nella Qabbalah ebraica
Il mito di Lilith come prima figura femminile incontrata da Adamo, viene ripreso nel XIII secolo in quello che divenne un testo canonico della letteratura post-talmudica, appunto il Sèfer ha-Zòhar o "Libro dello splendore", secondo l'Halakhah scritto da Shimon bar Yohai o, secondo altri, da un anonimo in Castiglia, o anche da Moshe de Leon. Lo Zòhar è una raccolta di discorsi, alcuni laconici e oscuri, altri fioriti e dotati di una particolare inventiva lessicale che reinterpreta e reinventa le tradizioni, a volte ispirando il dubbio, altre volte dando l'impressione di trovarsi di fronte a realtà profonde e terribili. È stato considerato da molti mistici ebrei come il testo più vicino ai propri sentimenti.
Lo Zohar spiega che il demone Lilith, figura impura, coopera strettamente con l'angelo Satana. Un brano dallo Zohar afferma: "Ella vaga a notte fonda, vessando i figli degli uomini e spingendoli a rendersi impuri" (19b). 
Lo Zohar ammette che Adamo si accoppiasse con Lilith sino a quando poi incontrò e conobbe Eva, sua compagna naturale; dopo il peccato originale Adamo rifiutò di incontrare Eva per 130 anni, periodo durante il quale egli perse il proprio seme: la Qabbalah afferma che da questo seme sorsero molti demoni. In seguito, dopo i 130 anni, Adamo si riunì ad Eva e generò Set.

#### Nello pseudo Ben-Sira
Una fonte nella storia che descrive Lilith come la prima figura femminile vista da Adamo è L'alfabeto di Ben-Sira, scritto anonimo attribuito a un fittizio Yeshua ben Sira, sedicente figlio illegittimo del profeta Geremia, ma risalente al X secolo d.C.
Nel libro viene raccontato che Lilith, mentre in un primo momento provocò Adamo, poi fu spiritualmente vinta da quest'ultimo ed abbandonò il Giardino dell'Eden. Come prova della superiorità morale ed etica, spirituale e sapienziale del genere umano sui demoni, che stanno sul mondo dell'impurità conosciuto come l'altro lato, è scritto:
Lilith pronunciò infuriata il nome di Dio, prese il volo e abbandonò il giardino del Paradiso, rifugiandosi sulle coste del Mar Rosso. Lilith abbandonò il Paradiso di propria iniziativa, prima della caduta dell'uomo e non avendo toccato l'Albero della Conoscenza non fu condannata alla mortalità.
In seguito Lilith si accoppiò con Asmodai, creando un'infinita generazione di jinn o demoni detti Lilim. Adamo chiese a Dio di riportare indietro Lilith così tre angeli, chiamati Senoy, Sansenoy e Semangelof, furono mandati per ricercarla. Quando i tre angeli la trovarono e le ingiunsero di tornare minacciandola di morte, lei rispose che non sarebbe potuta tornare da Adamo dopo aver avuto relazioni con i demoni e che non sarebbe potuta morire in quanto immortale. Ma quando gli angeli minacciarono di uccidere i figli che lei aveva generato con i demoni, lei li supplicò di non farlo promettendo che non avrebbe toccato i discendenti di Adamo ed Eva, se solo si fossero pronunciati i nomi dei tre angeli.
I precedenti e lo scopo dell'Alfabeto di Ben-Sira non sono chiari. È una raccolta di storie su personaggi della Bibbia e del Talmud, che sono spesso descritti in termini iconoclastici. Anche nella storia di Lilith, Adamo e Dio stesso sembrano alquanto impotenti rispetto alla figura femminile/demoniaca. L'opera potrebbe essere una raccolta di racconti popolari, una confutazione del Giudaismo, della Cristianità, o di altri movimenti separatisti. I suoi contenuti sembrano offensivi riguardo al giudaismo contemporaneo, alcuni ritengono che sia una satira anti-giudaica. Venne tramandato dai mistici ebrei della Germania medievale e fu ampiamente conosciuto solo dopo il suo inserimento nel Lexicon Talmudicum di Johannes Buxtorf del XVII secolo.

## Letteratura classica, Cristianesimo e traduzioni della Bibbia
Geronimo di Cardia tradusse Lilith con Lamia, un mostro che Orazio (De Arte Poetica liber, 340) descrive come una strega che rapisce i bambini, nella mitologia greca invece è descritta come una regina libica che si accoppiò con Zeus. Dopo che Zeus ebbe abbandonato Lamia, Era rubò i figli di Lamia, e Lamia si vendicò rapendo i figli di altre donne.
La traduzione gufo stridente della versione della Bibbia di Re Giacomo è senza precedenti. Apparentemente un tentativo di rendere l'atmosfera tetra del suo passaggio scegliendo un paragone animalesco, per quanto difficile da tradurre dalla lingua ebraica, come "gufo" (yanšup, probabilmente un uccello acquatico) e "grande gufo"
(qippoz, più propriamente un serpente).
Le traduzioni più recenti includono:
- gufo della notte (Young, 1898)
- mostro della notte (ASV, 1901, NASB 1995)
- tormento della notte (RSV, 1947)
- creatura della notte (NKJV 1982, NLT 1996)

## Tradizione popolare

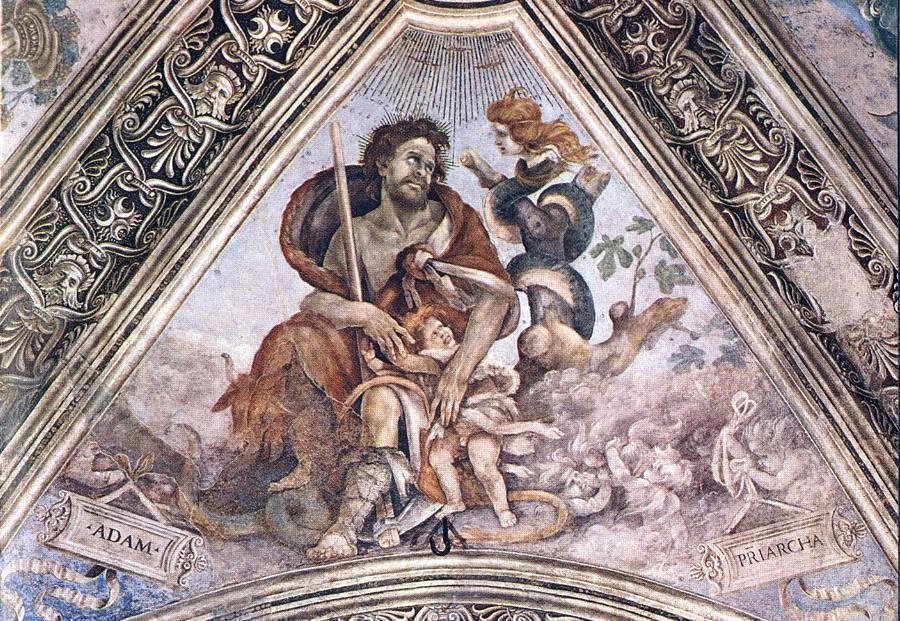
Adamo e Lilith con le fattezze di un serpente, affresco di Filippino Lippi (1502) nella Cappella di Filippo Strozzi, Basilica di Santa Maria Novella, Firenze

Lady Lilith, di Dante Gabriel Rossetti (1866–1873), Delaware Art Museum.

Nella tradizione popolare ebraica Lilith è un terribile demone.
Esiste una tradizione secondo la quale viene posto attorno al collo dei neonati di sesso maschile un amuleto con iscritti i nomi dei tre angeli (Senoy, Sansenoy e Semangelof detti anche Sanvi, Sansavi e Semangelaf) per proteggerli da Lilith prima della circoncisione rituale. Secondo un'altra versione si traccia un cerchio magico attorno alla culla con i nomi degli angeli. Un'altra tradizione ancora prevede che si aspetti a tagliare i capelli ad un ragazzo per far credere a Lilith che si tratti di una ragazza.
Un amuleto persiano del XVIII o XIX secolo, un ciondolo protettivo per un neonato, conservato nel museo di Israele, Gerusalemme, raffigura Lilith in catene, con "Lilith cieca in catene" scritto sotto ogni arma.
Nei ragazzi adolescenti si pensa poi che provochi le eiaculazioni notturne con cui genera demoni (i jinn nella tradizione arabo-islamica), comportandosi in tal modo come spirito succubo, analogo femminile dello spirito incubo maschile.
Qualcuno ha osservato che Lilith sembra essere il corrispondente pagano della Madonna, ma mentre questa schiaccerà il serpente e lo dominerà Lilith ne è attratta quasi inconsapevolmente e ne è avvolta, quasi connivente nello scoprire i segreti della natura umana, come nel dipinto di John Collier, che il pittore preraffaellita realizzò nel 1887. Tuttavia queste interpretazioni sono di carattere più psicoanalitico che storico-religioso in senso stretto.
Simbologie legate a Lilith e, più in generale, a un'antica dea della notte, si rintracciano in moltissime culture combinate in modi differenti. Attualmente il mito è addirittura tornato in auge, generando nuove forme nell'immaginario collettivo, dai fumetti ai videogiochi, ma in particolare nel contesto neopagano.

## Rappresentazioni
Per quanto sia indicata come una donna dalla bellezza sovrumana cui è impossibile resistere, in alcuni casi viene talvolta raffigurata come:
- coperta da una leggera peluria in alcuni punti, ossia priva della depilazione completa, come era uso nelle zone mediorientali;
- con artigli da rapace anziché piedi, chiaro simbolismo al suo legame con la luna;
- talvolta con la coda da sirena;
- con lunghissimi capelli rossi, ricci;
- con la pelle blu o azzurro scuro;
- con occhi di fuoco;
- con le ali da pipistrello, acquisite dopo aver pronunciato il nome segreto di Dio.

Inoltre si manifesta solo di notte ed è immortale, avendo abbandonato l'Eden prima che Dio privasse l'umanità dell'immortalità.
Lilith è una figura dell’antichità che ha lasciato un segno importante in tante opere artistiche dell’occidente: la sua storia ha ispirato artisti che hanno visto in Lilith una figura simbolica forte, fuori dagli schemi e piena di significati diversi. 
Lilith viene spesso messa in relazione con il serpente, simbolo ambiguo che rappresenta allo stesso tempo pericolo e sapienza. Uno dei quadri più famosi è Lilith di John Collier, del 1892. In questa opera, il serpente si avvolge intorno al corpo nudo di Lilith, come se ne fosse parte, quasi a rappresentare un’unione naturale. L’artista inglese, parte del gruppo dei preraffaelliti, sceglie di rappresentarla come una figura potente, distante e algida. Il corpo scoperto di Lilith non comunica vulnerabilità, ma autonomia e distacco. Non c’è la solita idea della tentazione, ma piuttosto una complicità tra donna e serpente. Anche Dante Gabriel Rossetti, un altro artista preraffaellita, ha interpretato Lilith come simbolo di seduzione femminile libera da regole morali.
La figura di Lilith viene spesso ripensata come un archetipo di resistenza femminile. Non più solo demone o simbolo negativo, ma immagine di libertà, forza e possibilità di rottura. Il serpente, che l’accompagna, rimane una delle figure più simboliche di tutta la storia culturale occidentale. Da animale reale a simbolo del sapere proibito, il serpente rappresenta la metamorfosi, il passaggio tra stati opposti, il confine tra innocenza e conoscenza. Anche se il Cristianesimo ha contribuito a rendere il serpente simbolo del male assoluto (come nell’Apocalisse, dove Satana è chiamato "il grande drago, il serpente antico"), restano tante immagini più complesse: dal serpente di bronzo di Mosè, che guarisce, alla dea egizia Wadjet, che proteggeva i faraoni. Il serpente, come Lilith, cambia significato a seconda del contesto e dell’epoca.

## Lilith nell'immaginario moderno

### Corrispettivo astrologico
- Nella cartomanzia e nell'astrologia Lilith indica la Luna nera. Per la precisione, Lilith e Luna nera hanno lo stesso significato simbolico, relativo al potere inconscio e ribelle dell'emancipazione femminile. Pur essendo da alcuni astrologi considerati sinonimi, con "Luna nera" si dovrebbe indicare uno dei due fuochi dell'orbita lunare (l'altro è occupato dalla Terra); mentre Lilith in antichità era considerato un presunto secondo satellite della Terra (che gli antichi egizi chiamavano Nefti).[senza fonte]

### Letteratura

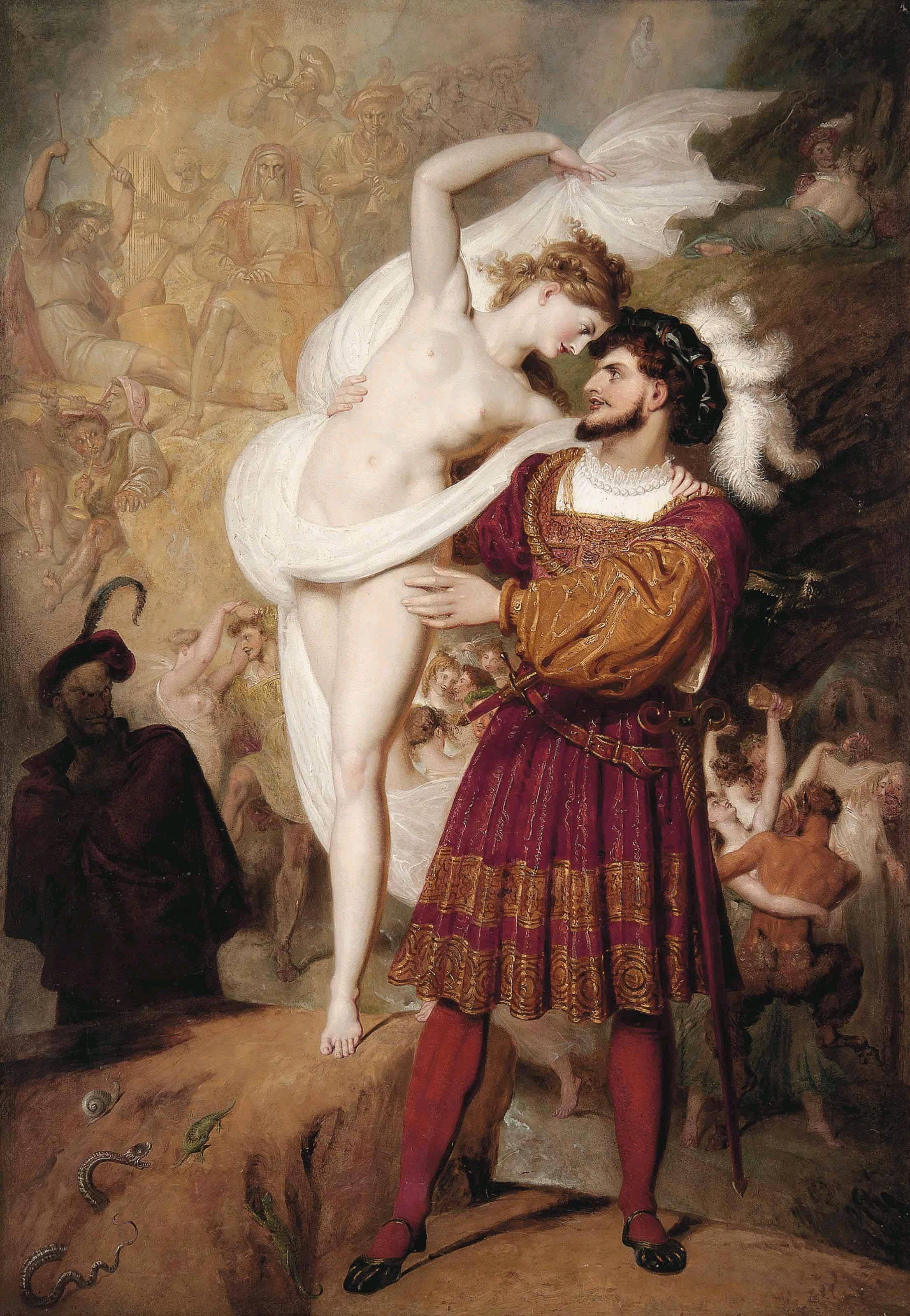
Lilith e il Dottor Faust, che si accinge a danzare con la giovane strega nel sabba dei Maghi e delle Streghe sul monte Blocksberg (olio su tela di Richard Westall, 1831)

- Nel Faust di Goethe Lilith compare durante la notte di Valpurga:

MEFISTOFELE: quella è Lilith

FAUST: Chi?

MEFISTOFELE: La prima moglie di Adamo,
Sta in guardia dai suoi bei capelli
Da quello splendore che solo la veste.
Fai che abbia avvinto un giovane con quelli,
E ce ne vuole prima che lo lasci.»
- In Italia è Primo Levi a scrivere, in Lilìt e altri racconti, il racconto Lilìt, ambientato in un campo di sterminio.

- Mario Farneti, nei romanzi ucronici Attacco all'Occidente e Nuovo Impero d'Occidente usa l'invenzione dei figli di Lilith, una progenie discendente da Adamo e Lilith, e che ha causato la fine degli atlantidei (Aztlan) e indotto eventi come il nazismo e altre crisi per i suoi fini.
- La poetessa araba Joumana Haddad ha scritto un poema dal titolo Il ritorno di Lilith, pubblicato in Italia dall'Asino d'oro Edizioni nel novembre del 2009. La poetessa libanese trae spunto dalla figura mitologica di Lilith per raccontare di una donna che come Adamo è stata creata dalla terra (Gea) e quindi in quanto tale è pari all'uomo. Ciò che ha ispirato Joumana Haddad è proprio questa figura femminile che decide di non essere sottomessa all'uomo (Adamo) e che per questo abbandona il Paradiso terrestre. Inoltre, dall'opera di Joumana Haddad è stato tratto uno spettacolo teatrale per voci e musica dallo stesso titolo,[31] rappresentato nel mese di agosto 2009 nella città di Viterbo ed il 6 dicembre dello stesso anno presso il Teatro Eliseo in Roma.
- Lilith ha un ruolo importante nel romanzo breve L'orrore a Red Hook del celebre scrittore horror H.P. Lovecraft.
- Nel romanzo Caino[32] di José Saramago Lilith viene rappresentata come moglie di Noah e padrona assoluta di una città della terra di Nod nella quale Caino, secondogenito di Adamo ed Eva, fugge dopo il fratricidio. Lilith seduce Caino, lo imprigiona presso il suo palazzo come amante. Dall'unione tra Caino e Lilith nascerà Enoch, l'erede di Noah.
- Nel libro Il diario del Professor Abraham Van Helsing, pubblicato da Allen Conrad Kupfer, Lilith viene citata con diversi nomi come Malia, Lamia o Lilitu, ed è una vampira. Viene più volte menzionato il fatto che fosse incredibilmente affascinante e che avesse il potere di controllare i maschi con il solo sguardo. La si delinea con occhi rossi e lunghissimi capelli ricci rossi. Nel libro la vampira ha anche il potere di controllare la natura (o, per meglio dire, alcuni animali come lupi e pipistrelli).
- Lilith riveste un ruolo ricorrente come personaggio nella saga letteraria dedicata da Valerio Evangelisti all'inquisitore Nicolas Eymerich.
- Nella trilogia Emily Laing e l'Antica Metropoli di Christoph Marzi Lilith è la diabolica amante di Lucifero. È relegata in un sonno eterno dagli angeli, ma verrà poi risvegliata dall'angelo Rahel, anch'egli innamorato di lei, che al solo tocco delle sue labbra morrà.
- Ne Le cronache di Narnia, di C. S. Lewis la Strega Bianca, principale antagonista, viene descritta come discendente di Lilith.
- Nella saga Fallen di Lauren Kate Lilith è la donna che spezza il cuore e porta il co-protagonista Cam a scegliere di diventare un demone.
- Nella Saga Shadowhunters di Cassandra Clare Lilith è un demone superiore conosciuto come la "madre di tutti gli stregoni" e il "primo di tutti i demoni". È, inoltre, sovrana di Edom, regno infernale che condivide con Asmodeo.
- Nella saga The Dark Elements di J.L.Armentrout Lilith è riconosciuta come la madre della protagonista Layla, e come amata del demone Paimon.
- Nel tardo XIX secolo l'autore dello scozzese George MacDonald incorpora la storia di Lilith come prima moglie di Adamo e predatrice dei figli di Eva in una mitologica novella fantasy in stile romantico. La descrive anche come figura bisognosa della redenzione divina.
- Lilith appare come una succube nel De Arte Magica di Aleister Crowley.
- Lilith è l'unico demone femminile nel libro Il demone di Dio di Wayne Barlowe, ed è dotata di pietà per le anime dei dannati, che tenta di salvare attraverso statuine recanti la sua effigie e distribuite di nascosto dalla sua fidata serva Ardat Lili. Il suo aspetto è molto simile a quello dell'arpia Silen, antagonista del celebre manga Devilman: perennemente nuda, pelle candida e artigli da uccello rapace al posto degli arti umani. Al contrario della visione pagana e neopagana, è un demone sottomesso e schiavo di Belzebu, schiacciata dal maschilismo e dalla forza bruta dei demoni caduti dal Paradiso.
- Nella saga Inferorum Gemmae Lilith è la prima umana creata; fuggita dal Paradiso terrestre si rivelerà l'unica in grado di sciogliere il gelido cuore di Lucifero.

### Film e televisione
- Nel telefilm Supernatural di Eric Kripke compare Lilith come il demone più potente che i due fratelli protagonisti devono sconfiggere. Ha le sembianze di una bambina innocente e più avanti anche di un'avvenente donna che usa l'atto sessuale per stringere patti, è il primo umano trasformato in demone da Lucifero per fare un affronto a Dio. La morte di Lilith, avvenuta nell'ultima puntata della quarta stagione, rompe il 66º dei sigilli che tenevano rinchiuso il padre, lasciandolo libero di camminare sulla Terra, e dando il via all'Apocalisse.
- Nella serie televisiva True Blood Lilith viene nominata nella Bibbia originale, quella dei vampiri, come progenitrice di tutti i vampiri, creata ancor prima di Adamo ed Eva.
- Nella serie di Netflix Le terrificanti avventure di Sabrina Lilith si presenta come la madre dei demoni che ambisce a sedere sul trono accanto al Signore Oscuro, ovvero Satana.
- Nel telefilm Once upon a time Lilith è la figlia di Malefica.
- Nel film Gabriel - La furia degli angeli Lilith è il comandante in seconda di Satana (in realtà San Michele), e l'assassina dell'arcangelo Uriele. Verrà uccisa poco prima di Michele, in una discoteca affollata, da Gabriele.
- Nel film I racconti della cripta - Il piacere del sangue Lilith, interpretata da Angie Everhart, è la signora di tutti i vampiri. La sua bellezza viene eguagliata solo dalla sua crudeltà.
- Nel film-cortometraggio Lucifer Rising Lilith è una delle entità che evocano Lucifero. È interpretata da Marianne Faithfull
- Nel film 30 giorni di buio 2 i vampiri fanno capo a Lilith, senza la quale si sottomettono a colei che la uccide.
- Nella seconda serie di Split Lilith, oltre a essere l'antagonista principale della serie è la regina e creatrice di una razza di demoni che succhiano le anime ai vampiri. Vorrà creare una nuova razza di demoni che attacca sia vampiri che umani, e può essere sconfitta solo dai poteri di un mezzosangue (figlio di un'umana e un vampiro).
- Nel film Case 39 l'antagonista del film è un demone con le sembianze di un'innocente bambina chiamata Lillith, chiaramente ispirata al demone Lilith.
- Nella serie televisiva Constantine, nell'episodio 7 compare una demonessa che rapisce dei bambini innocenti sorella di Lilith ed Eva.
- Nella serie televisiva Shadowhunters, Lilith è la madre di tutti i demoni e la Regina di Edom.
- Nella serie televisiva Chambers, Lilith è il demone che tramite un rituale è stato messo nel corpo della co-protagonista Becky Lefevre.
- Nel film La regina dell'inferno Lilith è un demone che prende forma sulla terra come una bellissima donna per adescare, sedurre e uccidere tutti i principali manager di una nota rivista periodica di moda, prenderne possesso e apparire in copertina per essere adorata dai migliaia di lettori.
- Nella serie televisiva Lucifer Lilith è l'immortale madre del demone Mazikeen e grande amica di Lucifer.

### Animazione e fumetti
- Ecate, personaggio del fumetto Hellboy, è una dea che ha diversi punti in comune con Lilith.
- Nel primo volume del fumetto Lilith di Luca Enoch la protagonista Lyca viene apostrofata col nome di "Lilitu" in virtù della sua efferatezza, e lei deciderà poi di adottarlo per sé nella forma "Lilith" per tutto il resto della storia.
- Nel fumetto Gea di Luca Enoch è presente la terna di demoni Lilu, Lilitu e Ardat Lili, che tramano contro la razza umana per il possesso della Terra. Lo stesso autore utilizza il nome di Lilith per la protagonista di una sua altra opera, per l'appunto Lilith.
- Nella serie d'animazione giapponese Machikado Mazoku, Lilith è l'antenata della giovane succube protagonista. Le somiglianze al vero demone stanno anche nell'origine mesopotamica del personaggio.
- Nel fumetto Jeff Hawke di Sydney Jordan, l'episodio Il mistero di Shorty vede Lilith fondatrice di una colonia spaziale popolata da donne avvenenti e crudeli. Lilith giace in eterna animazione sospesa per essere destata dal protagonista. La distruzione della cella criogenica la trasforma da donna avvenente in mostro, nella "vera Lilith". L'intervento insperato degli angeli Sanvi, Sansavi e Samangelaf salva l'eroe da una morte certa.
- Una strega di nome Lilith compare come antagonista del personaggio dei fumetti Marvel Ghost Rider.
- Nel fumetto Tex, Lilyth è una squaw della tribù dei Navajo (o Navaho) che salva e sposa il protagonista, col quale avrà il figlio Kit (Piccolo Falco). Morirà di vaiolo, epidemia causata da avversari di Tex; talvolta ritorna nei pensieri e nei racconti di Tex.
- Nella serie d'animazione giapponese Neon Genesis Evangelion, il secondo angelo Lilith è concepito come la progenitrice del genere umano e di tutte le specie terrestri, i Lilin. Relegata nelle estreme profondità del Terminal Dogma del quartier-generale della Nerv, appare come un essere gigantesco con le mani inchiodate ad una croce che ricorda quella di Cristo e l'addome trafitto dalla Lancia di Longino. Il suo arrivo sulla Terra dopo quello del primo angelo Adam ha costretto quest'ultimo a entrare in uno stato dormiente, impedendogli di popolare il pianeta della sua stirpe, gli angeli; in questa prospettiva, gli esseri umani sono visti quindi come gli usurpatori della Terra. Rei Ayanami si rivelerà essere la reincarnazione di Lilith in forma umana che, in Neon Genesis Evangelion: The End of Evangelion, si fonderà con il corpo originale del Secondo Angelo e darà inizio all'evento apocalittico noto come Third Impact.
- Esiste un Digimon ispirato a Lilith, che si chiama appunto Lilithmon.
- Nel fumetto Lucifer la guerriera Mazikeen, guardia del corpo di Lucifero Stella Del Mattino, è a capo della tribù guerriera dei Lilim, discendenti dell'accoppiamento di Lilith con i demoni e ansiosi di dare l'assalto alla Città d'Argento del Paradiso.
- Nel settimo episodio Bifolchi di coccio e manici di scopa della 21ª stagione della serie televisiva I Simpson, le streghe wiccan incontrate da Lisa evocano Lilith.
- Nel fumetto Rachel Rising di Terry Moore, uno dei personaggi principali è proprio Lilith (anche se in questa versione, oltre ad essere l'amante dell'angelo che diventerà il Diavolo, è pure la sorella di Rachel, la protagonista).
- Nell'universo narrativo di Martin Mystère, i discendenti di Lilith e Adamo vivono celati al resto del mondo sul monte Sashta, in California. Possiedono una tecnologia molto avanzata e impediscono a tutti di rivelarsi all'esterno. Sono identici agli esseri umani tranne che per una fessura al centro della fronte, che sarebbe il loro ombelico, dato che hanno il ventre piatto. Sono mortali ma possono vivere oltre i 200 anni.
- Nel manga Devilman di Go Nagai, l'arpia Silen ha sembianze identiche a quelle attribuite spesso a Lilith.
- Nella serie d'animazione Hazbin Hotel, Lilith e Lucifero si innamorano dopo che quest'ultima ha lasciato Adamo. I due sono i genitori di Charlie, la protagonista della serie.

### Musica
- Nel disco del 2021 The Cause of Shipwreck la band symphonic metal olandese Blackbriar omaggia Lilith col brano Lilith Be Gone, con il testo chiaramente di matrice femminista.

- Nel disco Not for Trees dei Plaid è presente una canzone in duetto con Björk che porta proprio il nome di Lilith. Nel brano si fa più volte riferimento alla Luna, ed è anche possibile sentire l'artista islandese imitare gli ululati dei lupi.
- Nel loro concept album capolavoro, The Lamb Lies Down on Broadway del 1974, il gruppo progressive inglese dei Genesis presenta un brano dal titolo Lilywhite Lilith che fa un riferimento positivo a Lilith:

She gonna take you thru the tunnel of night

Lilywhite lilith,

She gonna lead you right»
- Una canzone di Ginevra Di Marco dall'album Trama Tenue si intitola Lilith.
- Una canzone del gruppo heavy metal italiano Death SS dell'album Heavy Demons si intitola Lilith.
- È presente nell'album Before The Bleeding Sun del 2008, degli Eternal Tears of Sorrow, band melodic death metal finlandese, un brano intitolato Sweet Lilith Of My Dreams, in cui rappresenta il desiderio amoroso di tutti i cuori impuri.
- La canzone Dark Mother Divine, presente nell'album Reinkaos00 del gruppo black metal svedese Dissection è dedicata a Lilith.
- Il gruppo italiano gothic metal Theatres des Vampires ha composto nell'album Bloody Lunatic Asylum la canzone Lilith's Child che è una vera e propria esortazione all'anticristianesimo e nell'album Suicide Vampire la canzone Lilith Mater Inferorum che è invece più un'elegia alla dea.
- Una canzone del gruppo thrash metal svizzero Coroner dell'album Mental Vortex si intitola "Son of Lilith"
- Viene raffigurata in un video musicale del gruppo black metal norvegese Ancient.
- Il celebre gruppo metal Cradle of Filth ha dedicato un intero album incentrato sulla figura di Lilith nel disco Darkly, Darkly, Venus Aversa
- I Therion, gruppo svedese symphonic metal, hanno dedicato l'ultima parte della canzone Dark Princess Naamah alla dea.
- Una canzone del gruppo deathcore Chelsea Grin si intitola Lilith.
- Dana International, cantante israeliana transgender, ha inserito nel suo album Ha Kol Ze Le Tova una canzone dal titolo BeReshit (Genesi). Non nomina direttamente la demone, ma parla in prima persona come se essa stessa la impersonasse, dicendo, tra le altre strofe, «Genesi, era tutto così bello, ancora non erano stati inventati i peccati. Elohim, che splendido mondo hai creato, prima che i divieti arrivassero».
- Nel concept album Visions of Eden dei Virgin Steele Lilith è una divinità che ha contribuito alla creazione ed è stata la prima moglie di Adamo.
- Una canzone degli Is Tropical tratta dall'album I'm Leaving si intitola Lilith.
- L'album Sotto casa (2013) del cantautore italiano Max Gazzè contiene una canzone intitola  "L'amore di Lilith"
- Una canzone dei Noisia si intitola Lilith's club.
- La figura di Lilith viene citata nella traccia "Questo Pianeta" dell'album Musica per bambini del rapper romano Rancore.
- Una canzone del gruppo heavy metal italiano Dark Passage dell'EP Sounds From The Passage si intitola The Garden Of Lilith.
- Rita "Lilith" Oberti è stata la cantante del gruppo Not Moving, dei Lilith and the Sinnersaints (lett. Lilith e i santi peccatori) oltre che solista con il nome d'arte Lilith; è attualmente la cantante della band reunion Not Moving LTD.
- La cantautrice statunitense Halsey ha intitolato un brano del suo album If I Can't Have Love, I Want Power con il nome di Lilith.
- Nell'album Cabal di Riccardo Noè è presente una traccia intitolata appunto Lilith.
- La sesta traccia dell'album I Nomi del Diavolo del rapper Kid Yugi è intitolata Lilith.

### Giochi e videogiochi
- Nel videogioco Final Fantasy IV e Final Fantasy IX è un boss finale abitante il Mondo di Cristallo.
- Lilith appare come un personaggio secondario di Darksiders. Ella non compare direttamente nel gioco, ma la sua voce è udibile quando Abaddon decide di schierarsi dalla parte dell'Inferno, trasformandosi nel mostruoso Distruttore. Appare nella sua forma completa nel fumetto ufficiale[33], mostrandosi sia come una potenziale compagna di Samael che come una diavolessa molto diffidente nei confronti dei Cavalieri e dell'Arso Consiglio.
- Lilith appare anche nel videogioco Borderlands e Borderlands 2, dove ha i capelli rossi, la pelle ricoperta di tatuaggi blu (riferimento alla pelle blu) ed occhi di color rosso/arancio molto acceso.
- Nel gioco Diablo II compare come mostro da combattere nel Pandemonium Event nei reami di Battle.net. È madre di Andariel, signora dell'angoscia.
- Durante la convention Blizzcon 2019, Lilith è stata presentata nel trailer cinematico di Diablo IV come personaggio di rilievo dell'espansione (possibilmente un boss nel gioco).
- Nel gioco Vampiri: la masquerade si dice che Lilith fosse stata sorella e amante di Caino e Abele (oltre che causa dell'uccisione di Abele).
- Lilith è il nome della parte debole di Morrigan Aensland (da piccola il suo potere è stato diviso in tre parti, quella più debole ha preso forma, assumendo il nome Lilith) nella serie Darkstalkers.
- Nel popolare gioco puzzle di ruolo Puzzle & Dragons Lilith è uno dei cinque mostri della serie "ragazze guaritrici" ed è l'evoluzione della Succube, associata all'elemento buio. Può a sua volta evolversi in Witch of the Night, Lilith.
- Lilith appare nell'espansione del gioco The Binding of Isaac: Rebirth, "Afterbirth" come personaggio giocabile. Ha i capelli rossi, la pelle nera e gli occhi bendati, con una macchia di sangue sulla benda.
- Nel videogioco Final Fantasy Tactics fra i vari oggetti ottenibili nelle missioni secondarie può essere trovata una statua di Lilith raffigurandola come metà angelo e metà demone.
- Lilith appare come nemico in diversi capitoli di Castlevania.
- Lilith appare come personaggio giocabile in Iron Maiden Legacy of the Beast.
- Lilith è un demone ricorrente nella serie di Shin Megami Tensei.

### Altro
- Il titolo di Fata Lilith fu preso dalla leggenda di Lilith come prima moglie di Adamo, onorandola nell'immaginario moderno come icona femminista: nella tradizione si rivela infatti una donna forte, che non piega la propria volontà a quella dell'uomo.[non chiaro]